# Borys Kolesnikow

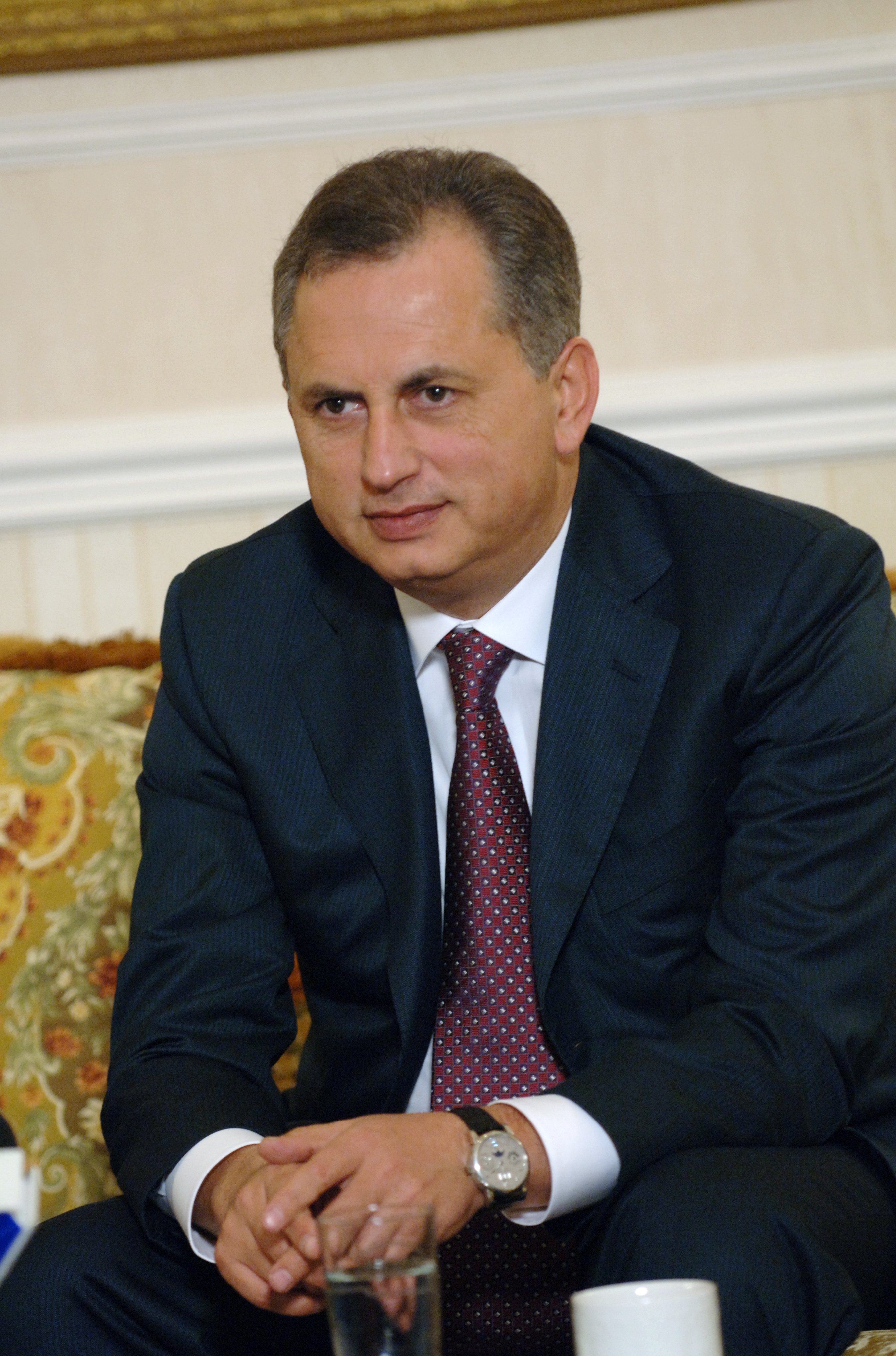
Borys Kolesnikow

Borys Wiktorowytsch  Kolesnikow (ukrainisch Борис Вікторович Колесніков; russisch Борис Викторович Колесников; * 25. Oktober 1962 in Mariupol, Ukrainische SSR) ist ein ukrainischer Unternehmer und Politiker. Vom 11. März 2010 bis 24. Dezember 2012 war er Stellvertretender Ministerpräsident der Ukraine im Kabinett von Mykola Asarow. 
Seit Ende März 2014 bis 2015 war Kolesnikow Vorsitzender der Partei der Regionen. Seit 2016 ist er zusammen mit Jurij Bojko Vorsitzender der Partei Oppositionsblock.

## Leben
Kolesnikow absolvierte an der Universität in Donezk ein Ökonomiestudium und war in der Sowjetunion in Führungspositionen von Handels- und Industrieunternehmen tätig. Seit seiner Jugend ist er mit Rinat Achmetow befreundet.
Ab 1991 war Kolesnikow in leitenden Positionen bei Firmen der ukrainischen Lebensmittelindustrie beschäftigt. Zeitweise war er Direktor des zweitgrößten Süßwarenherstellers der Ukraine, der Konti-Gruppe. Kolesnikow hält noch heute größere Beteiligungen an mehreren Firmen der ukrainischen Lebensmittelbranche inne und gilt als einer der reichsten Männer des Landes.
Kolesnikow ist verheiratet und hat einen Sohn und eine Tochter. Er ist Vizepräsident des Fußballvereins Schachtar Donezk sowie Besitzer des HK Donbass Donezk und des Druschba-Sportpalasts.

## Politik
Kolesnikow begann seine politische Aktivitäten im Jahr 1999. Nachdem er zunächst stellvertretender Gouverneur der Oblast Donezk war, wurde er im Jahr 2001 zum Vorsitzenden des regionalen Parlaments gewählt und verblieb in diesem Amt bis zum Jahr 2006. Seit dem Jahr 2003 war er auch Vorsitzender der Partei der Regionen in der Oblast Donezk. Bereits zur damaligen Zeit galt er als einer der engsten Vertrauten von Wiktor Janukowytsch, den er auch bei den Präsidentschaftswahlen von 2004 unterstützte.
Nach der Wahl von Wiktor Juschtschenko zum Präsidenten der Ukraine wurde Kolesnikow im April 2005 in Zusammenhang mit Anteilsverkäufen an einem Donezker Kaufhaus der Erpressung beschuldigt und zeitweise in Haft genommen. Ihm wurde auch vorgeworfen, während des Wahlkampfes zu einer Sezession der Südukraine im Falle eines Wahlerfolgs von Juschtschenko aufgerufen zu haben. Die Anklagen gegen Kolesnikow wurden im August 2005 fallen gelassen.
Bei den Parlamentswahlen 2006 und 2007 wurde er für die Partei der Regionen in die Werchowna Rada gewählt. Kolesnikow ist Mitglied des Präsidiums dieser Partei.
Nach dem Wahlsieg von Janukowytsch bei den Präsidentschaftswahlen 2010 galt Kolesnikow zunächst als Anwärter auf das Amt des Ministerpräsidenten, wurde dann am 11. März 2010 aber zum Stellvertretenden Ministerpräsidenten und zum Verantwortlichen für die Durchführung der Fußball-Europameisterschaft 2012 ernannt. Seit dem Dezember 2010 übte er auch das Amt des Ministers für Infrastruktur aus.
Nach der Entmachtung von Präsident Wiktor Janukowytsch durch den Euromaidan wurde Kolesnikow am 29. März 2014 zum Vorsitzenden der Partei der Regionen gewählt. 2015 trat er in den Oppositionsblock ein. 2016 wurde er zum Mit-Vorsitzenden der Partei ernannt.